# مارکو نگری (بازیکن والیبال)
مارکو نگری (انگلیسی: Marco Negri؛ زادهٔ ۲۴ may ۱۹۵۵ (۶۹ سال)) بازیکن والیبال اهل ایتالیا است.